# 吉岡直重
吉岡 直重（よしおか なおしげ、生没年不詳）は安土桃山時代から江戸時代にかけての剣客。福住道祐「吉岡伝」に登場する人物、通称は又市。吉岡源左衛門直綱(吉岡直綱)は兄、吉岡清次郎重賢(吉岡重賢)は弟（従弟の説もある）に当たる。
剣術の吉岡流三代目吉岡直賢の次男として生まれる。
伝記作家・福住道祐が貞永元年（1684年）に著した「吉岡伝」「吉岡家伝」の記録によると、兄、源左衛門直綱との試合後、宮本武蔵が試合を望んだが、武蔵が当日の試合の場所に来なかったため不成立（武蔵の不戦敗）となっている。
宮本武蔵の養子、宮本伊織の建立した小倉碑文及びそれを原資料とした、歴代の二天一流師範が記した武蔵の伝記丹治峯均筆記、武公伝などによれば慶長9年（1604年）に吉岡伝七郎なる者が、兄の清十郎が洛北蓮台寺野で宮本武蔵との試合に敗れ引退し、その後武蔵と試合をしたが木刀を奪われ敗れて息絶えたと言われる。
但しこの吉岡伝七郎が吉岡又市直重であるとの明確な証拠はない。